# هنري جاكسون هنت

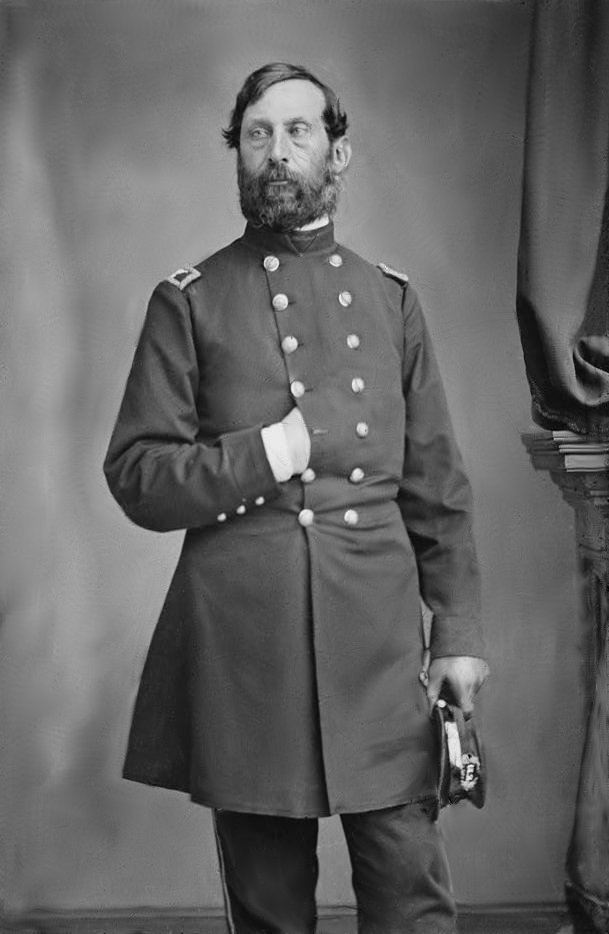
هنري جاكسون هنت

هنري جاكسون هنت (بالإنجليزية: Henry Jackson Hunt)‏ ، من مواليد 14 سبتمبر سنة 1819م، وتوفي بتاريخ 11 فبراير سنة 1889م، وهو ضابط عسكري أمريكي، خاض مع قوات الاتحاد (القوات الأمريكية) ضد الانفصاليون من الولايات الكونفدرالية الأمريكية أثناء الحرب الأهلية الأمريكية.

## وصلات خارجية
- Biography of the younger Hunt
- Biographical notes on the elder Hunt
- Notes about the Hunt family of Detroit. In The City of ديترويت، ميشيغان, 1701-1922, edited by Clarence M. Burton. Detroit: S. J. Clarke Publishing Co., 1922. 312656467.